# Poiana Teiului
Poiana Teiului é uma comuna romena localizada no distrito de Neamţ, na região de Moldávia. A comuna possui uma área de 165.64 km² e sua população era de 4952 habitantes segundo o censo de 2007.